# Shanghai Stock Exchange

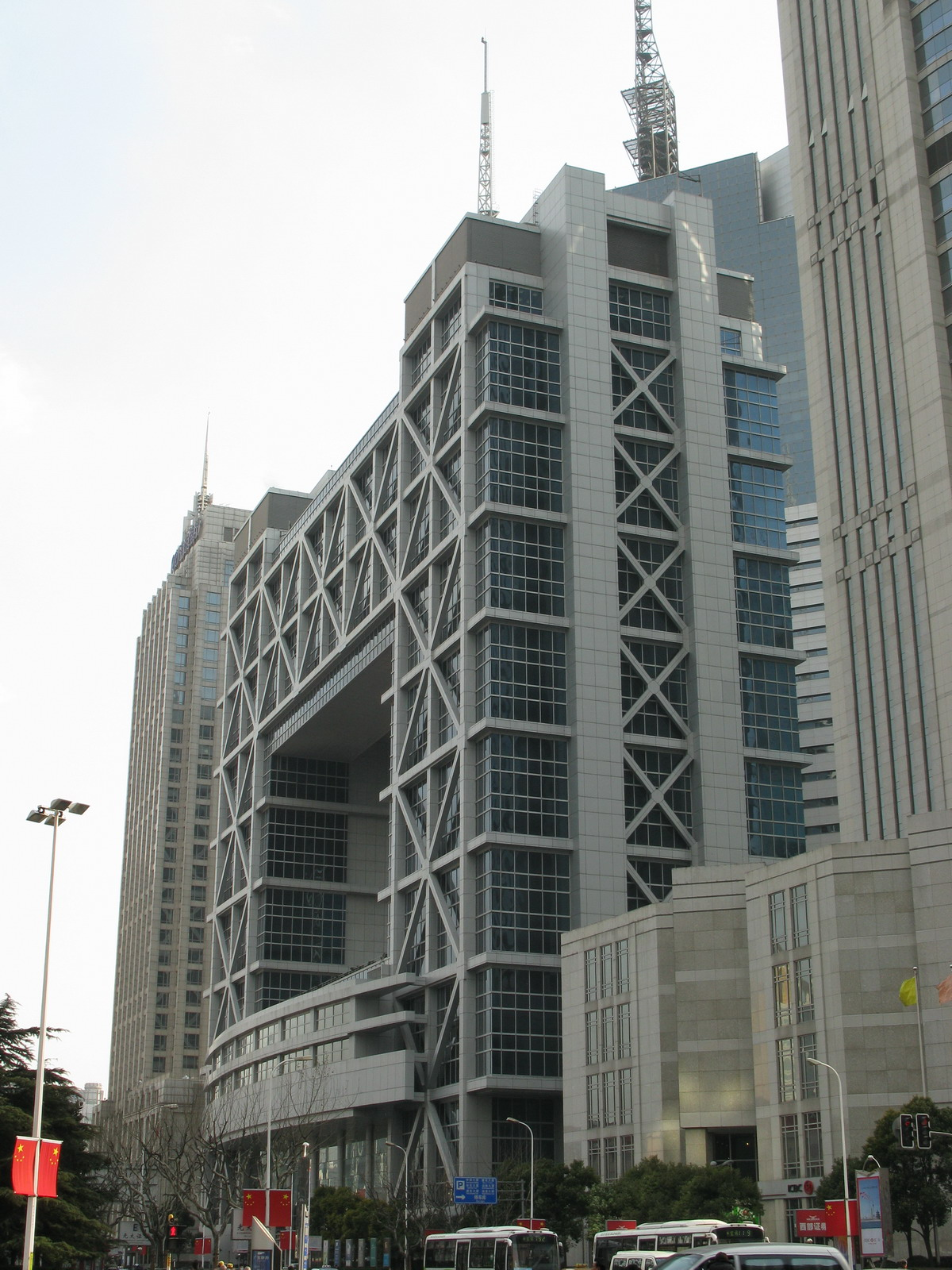
Het gebouw van de Shanghai Stock Exchange

De Shanghai Stock Exchange (Afgekort:SSE,  Chinees: 上海证券交易所; pinyin: Shànghǎi zhèngquàn jiāoyì suǒ) is een Chinese beurs, gevestigd in de stad van Shanghai. Wat nu de grootste beurs is in de Volksrepubliek China, werd ingesteld op 26 november 1990 en de eerste effecten werden verhandeld op 19 december van hetzelfde jaar. De beurs handelt onder toezicht van de China Securities Regulatory Commission (CSRC). In China zijn er slechts twee aandelenbeurzen, de andere is gevestigd in Shenzhen.

## Handelsregels
Op de beurs kunnen aandelen, beleggingsfondsen, obligaties, warrants en andere financiële instrumenten, alleen  na goedkeuring door de CSRC, worden genoteerd. De beurs is op werkdagen geopend van maandag tot en met vrijdag. De handel vindt plaats tussen 09:30 en 11.30 uur in de morgen en tussen 13:00 en 15:00 uur in de middag. Er gelden dagelijkse limieten op koersveranderingen. Als de koers van een financieel instrument met 10% daalt of stijgt dan wordt de handel in het desbetreffende instrument stilgelegd.

## Aandelenklassen
Op de beurs staan A-aandelen en B-aandelen genoteerd. In A-aandelen kunnen alleen Chinezen in beleggen en buitenlanders kunnen in B-aandelen handelen. De B-aandelen zijn in Amerikaanse dollars genoteerd en de A-aandelen in renminbi.

## Marktgegevens
Hieronder een overzicht van de belangrijkste gegevens met betrekking tot de SSE:
| Jaar | Aantal bedrijven met een beursnotering | Marktwaarde bedrijven (in RMB 100 miljoen) |
| ---- | -------------------------------------- | ------------------------------------------ |
| 1990 | 8                                      | 12                                         |
| 1995 | 188                                    | 2525                                       |
| 2000 | 572                                    | 26.931                                     |
| 2005 | 834                                    | 23.096                                     |
| 2007 | 860                                    | 269.839                                    |
| 2010 | 894                                    | 179.007                                    |
| 2011 | 931                                    | 148.376                                    |
| 2012 | 954                                    | 158.698                                    |
| 2013 | 997                                    | 151.165                                    |
| 2014 | 1039                                   | 243.974                                    |
| 2015 | 1125                                   | 295.194                                    |
| 2016 | 1182                                   | 284.608                                    |
| 2017 | 1396                                   | 331.325                                    |
| 2018 | 1450                                   | 269.515                                    |
| 2019 | 1572                                   | 355.520                                    |
| 2020 | 1800                                   | 455.322                                    |

## SSE indices
De SSE onderhoudt een aantal beursindices, waarvan veruit het grootste deel betrekking hebben op de aandelenmarkt. De obligatiemarkt is minder goed ontwikkeld in China en de SSE heeft in 2014 slechts vijf obligatie-indices in vergelijking tot 69 aandelenindices. 
Op 15 juli 1991 publiceerde de SSE de eerste aandelenindices, de SSE Composite Index met alle aandelen en de SSE 30 Index met de top 30 aandelen. In juni 2002 werd deze laatste vervangen door de SSE 180 Index. In deze index zijn de 180 grootste, gemeten naar marktkapitalisatie, en meest liquide aandelen van de beurs vertegenwoordigd. Beide indices worden gebruikt als graadmeter voor de ontwikkeling van de aandelenkoersen in China.

### Opvallende koersveranderingen

#### 2007
In 2007 belegden veel Chinese spaarders in aandelen. In een korte periode van 10 maanden stegen de koersen met 800% met extreem hoge waarderingen tot gevolg. Op 19 oktober 2007 bereikte de SSE aandelenindex een recordniveau van 6124. PetroChina had een beurswaarde zo'n $ 1080 miljard en was tweemaal zoveel waard als nummer twee, ExxonMobil. In 2006 lag de omzet en winst van ExxonMobil wel driemaal hoger dan die van PetroChina. De Chinese aandelenzeepbel spatte uiteen en de index meer dan halveerde in de daaropvolgende acht maanden. Op 30 juni 2008 stond de index op 2651.

#### 2014-2015
Vanaf eind oktober 2014 tot het jaareinde steeg de SSE 180 aandelenindex met bijna 50%. Op 8 juni 2015 bereikte de index een top van 11.741, een stijging van 46% sinds het begin van het jaar. Beleggers gingen ervan uit dat tegenvallende cijfers van de Chinese economie zou leiden tot extra monetaire stimulering. De Volksbank van China verlaagde de officiële rentetarieven, het werd gemakkelijker een effectenrekening te openen en beleggers konden meer effecten kopen met geleend geld. Dit beleid resulteerde in een ruime verdubbeling van de aandelenkoersen binnen een jaar tijd. 
Op 13 juni 2015 kwam de overheid met maatregelen om de koersstijging af te zwakken. Door de ingrepen liet de beurs die week de scherpste koersdaling zien sinds 2008. Op 26 juni daalde de index met 7,4% op één dag, de op vier na grootste daling ooit, en noodzaakte de regering weer met maatregelen te komen maar nu om de koersdaling tot stilstand te brengen. Enerzijds probeert de overheid de forse daling te bagatelliseren door te zeggen dat de waardedaling het logische gevolg van de sterke stijgingen van de Chinese beurzen de afgelopen negen maanden. Anderzijds proberen ze met allerlei maatregelen de beurzen te stabiliseren door de rente te verlagen, nieuwe beursgangen uit te stellen en staatsbedrijven kregen de opdracht aandelen in te kopen.

## Geschiedenis
In 1860 begon de aandelenhandel in Shanghai, mede door de aanwezigheid van buitenlanders in de stad. 31 jaar later werd de Shanghai Sharebrokers Association opgericht, een samenwerkingsverband van beurshandelaren. In 1920 opende de Shanghai Security Goods Exchange de deuren en een jaar later gevolgd door de Shanghai Chinese Security Exchange. In de jaren dertig van de 20e eeuw was Shanghai een belangrijk financieel centrum in het Verre Oosten, waar Chinese en buitenlandse beleggers handelden in aandelen, obligaties, staatsobligaties en termijncontracten. Na de Tweede Chinees-Japanse Oorlog werd de beurs in 1946 heropend. Dit was van korte duur want de beurs werd in 1949 al weer gesloten na de machtsovername door de Communistische Partij van China (CPC).
Sinds 1980 is de Chinese effectenmarkt geëvolueerd na de economische hervormingen van Deng Xiaoping. De introductie van economische hervormingen en de komst van buitenlandse investeerders leidde tot een socialistische markteconomie. In 1981 werd de handel in staatsobligaties hervat en in 1984 kwam de handel in aandelen en bedrijfsobligaties op. 26 november 1990 werd de Shanghai Stock Exchange opgericht en op 19 december 1990 startte de officiële handel.